# Arcidiecéze westminsterská
Arcidiecéze westminsterská je římskokatolická diecéze latinského ritu římskokatolické církve v Anglii. Pokrývá stejné území jako Arcidiecéze londýnská před anglickou reformací.

## Arcibiskupové
- Nicholas Wiseman (1850–1865)
- Henry Manning (1865–1892)
- Herbert Vaughan (1892–1903)
- Francis Bourne (1903–1935)
- Arthur Hinsley (1935–1943)
- Bernard Griffin (1943–1956)
- William Godfrey (1956–1963)
- John Carmel Heenan (1963–1976)
- Basil Hume (1976–1999)
- Cormac Murphy-O'Connor (2000–2009)
- Vincent Nichols (2009–současnost)